# Octaviano Maggi
Octaviano Maggi (Venezia, ... – 1586) è stato un umanista italiano.
Traduttore delle Epistulae ad Brutum (forse apocrife) di Marco Tullio Cicerone nel 1556, fu segretario di Alvise I Mocenigo e ambasciatore a Roma dal 1558 al 1560, segretario del senato dal 1560 in poi.
Nel 1561 fu mandato come ambasciatore da Carlo IX di Francia insieme a Marcantonio Barbaro; trattò di quest'esperienza nel suo De legato libri duo (1566).